# Herrenhaus (Aying)

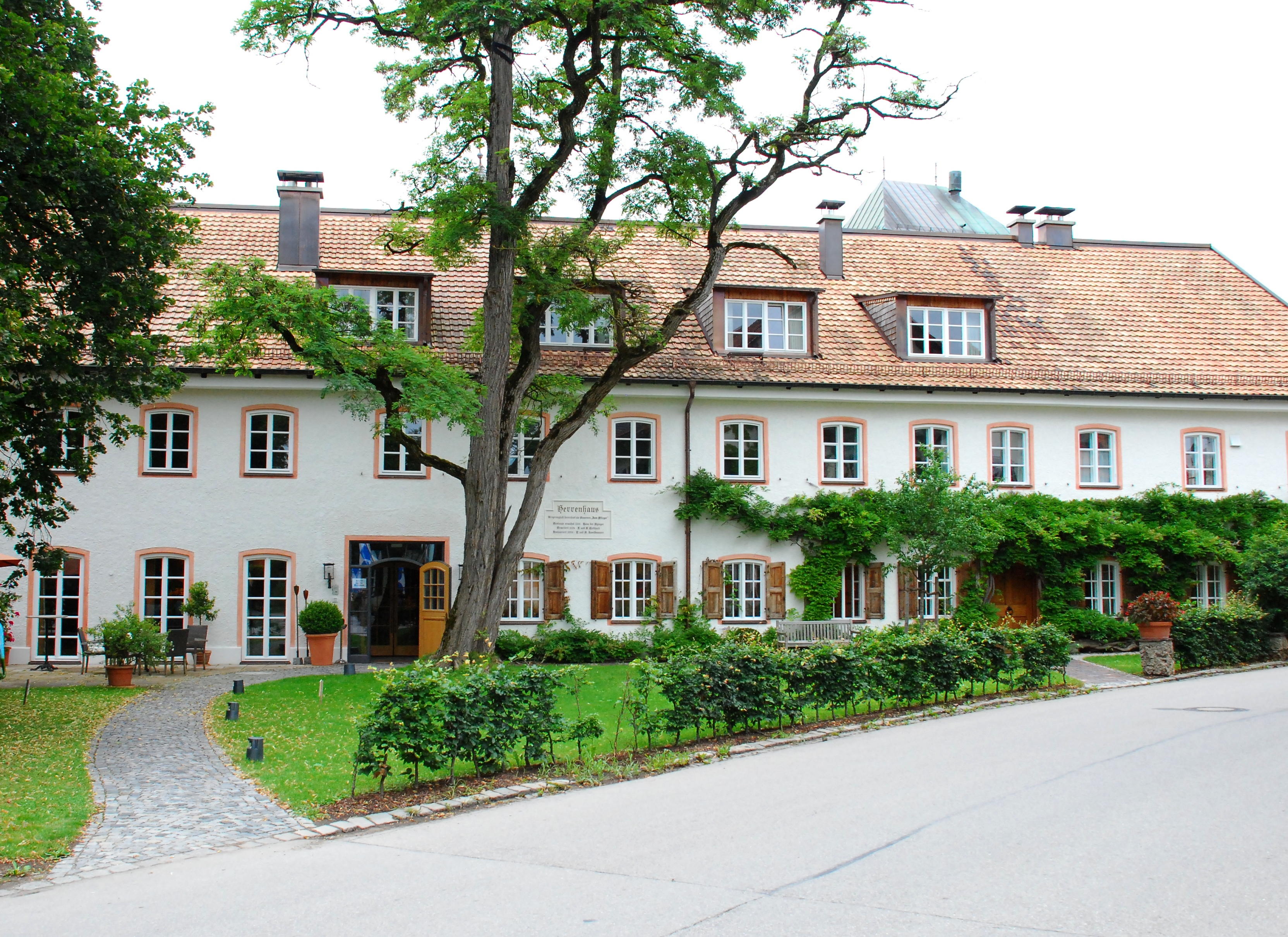
Herrenhaus in Aying

Das sogenannte Herrenhaus in Aying, einer oberbayerischen Gemeinde im Landkreis München, wurde 1847 errichtet. Das ehemalige land- und forstwirtschaftliche Anwesen an der Zornedinger Straße 1 ist ein geschütztes Baudenkmal.
Ursprünglich stand hier das Haus des Pflegers der Hofmark. Das langgestreckte zweigeschossige Gebäude mit 14 Fensterachsen besitzt ein Satteldach.
Seit einigen Jahren wird der Traufseitbau als Gästehaus des gegenüberliegenden Hotels genutzt.